# Nojim Maiyegun
Nojim Maiyegun (Lagos, Nigeria; 17 de febrero de 1941 – 26 de agosto de 2024) fue un boxeador nigeriano de la categoría de peso superwélter. En 2012 perdió la vista.

## Carrera
A nivel de Juegos Olímpicos participó en la edición de Tokio 1964 donde venció en la segunda ronda a William Robinson de Reino Unido por RSC, en cuartos de final venció a Tom Bogs de Dinamarca por el mismo método, pero en las semifinales perdió ante Joseph Gonzales de Francia por decisión dividida, por lo que ganó la medalla de bronce y se convirtió en el primer medallista olímpico de Nigeria.
También participó en los Juegos de la Mancomunidad de 1966 en Kingston, Jamaica donde ganó la medalla de bronce en la categoría de peso superwélter.